# Torikatsu
El torikatsu (‘filete de pollo’ en japonés) es un plato japonés popular en Hawái. Consiste en un filete de pollo de uno a dos centímetros de grosor empanado y frito, que se corta en tiras de tamaño adecuado para comerlas sin cortarlas más. Suele servirse con repollo rallado y sopa de miso. Suele usarse una cadera de pollo abierta. Es habitual salpimentarlo y enharinarlo un poco, mojándolo entonces en huevo batido con algún vino dulce japonés añadido. Por último se cubre con panko (pan rallado japonés) y se fríe.
Suele servirse con salsa tonkatsu (トンカツソース tonkatsu sōsutipo, un tipo de salsa Worcestershire espesa japonesa que emplea puré de fruta como ingrediente principal) o kétchup muy condimentado en un pā mea ʻai (plato mixto hawaiano) acompañado con arroz como parte de una combinación de dos o tres recetas, o solo como entrante de una cena con arroz y verdura.
En Hawái, el torikatsu (llamado habitualmente chicken katsu) es tan común como el tonkatsu (la misma receta, pero hecha con una chuleta de cerdo) y también se sirve como katsu curry y katsudonbury (o katsudon) en los restaurantes de platos combinados locales así como en establecimientos japoneses de mayor categoría.